# Rosettenorgan
Das Rosettenorgan ist eine Haftstruktur, die bei den Arten der Gyrocotylidea ausgebildet ist. Diese zu den Bandwürmern gehörenden Tiere leben als Endoparasiten im Darm von Seekatzen (Holocephalii) und besitzen mit dem Rosettenorgan eine Struktur, mit der sie sich in deren spiralig gewundenem Darm (Spiraldarm) festhalten können.
Das Rosettenorgan befindet sich am Hinterende der Tiere, die zwischen 2 und 20 Zentimeter lang werden können, und ist als lappige und rosettenartig gefaltete Struktur ausgebildet. Mit diesen Fortsätzen klammern sich die Würmer im Spiraldarm fest und verhindern auf diese Weise, mit dem Darminhalt aus dem Körper getragen zu werden. Es besitzt eine eigene Innervierung durch ein großes und neben dem Gehirn der Tiere einziges Ganglion.

## Belege
1. 1 2  
Willi Xylander: Neodermata. In: W. Westheide, R. Rieger (Hrsg.): Spezielle Zoologie Teil 1: Einzeller und Wirbellose Tiere. Gustav Fischer Verlag, Stuttgart/Jena 1996, ISBN 3-437-20515-3, S. 249.